# Автоелектроніка

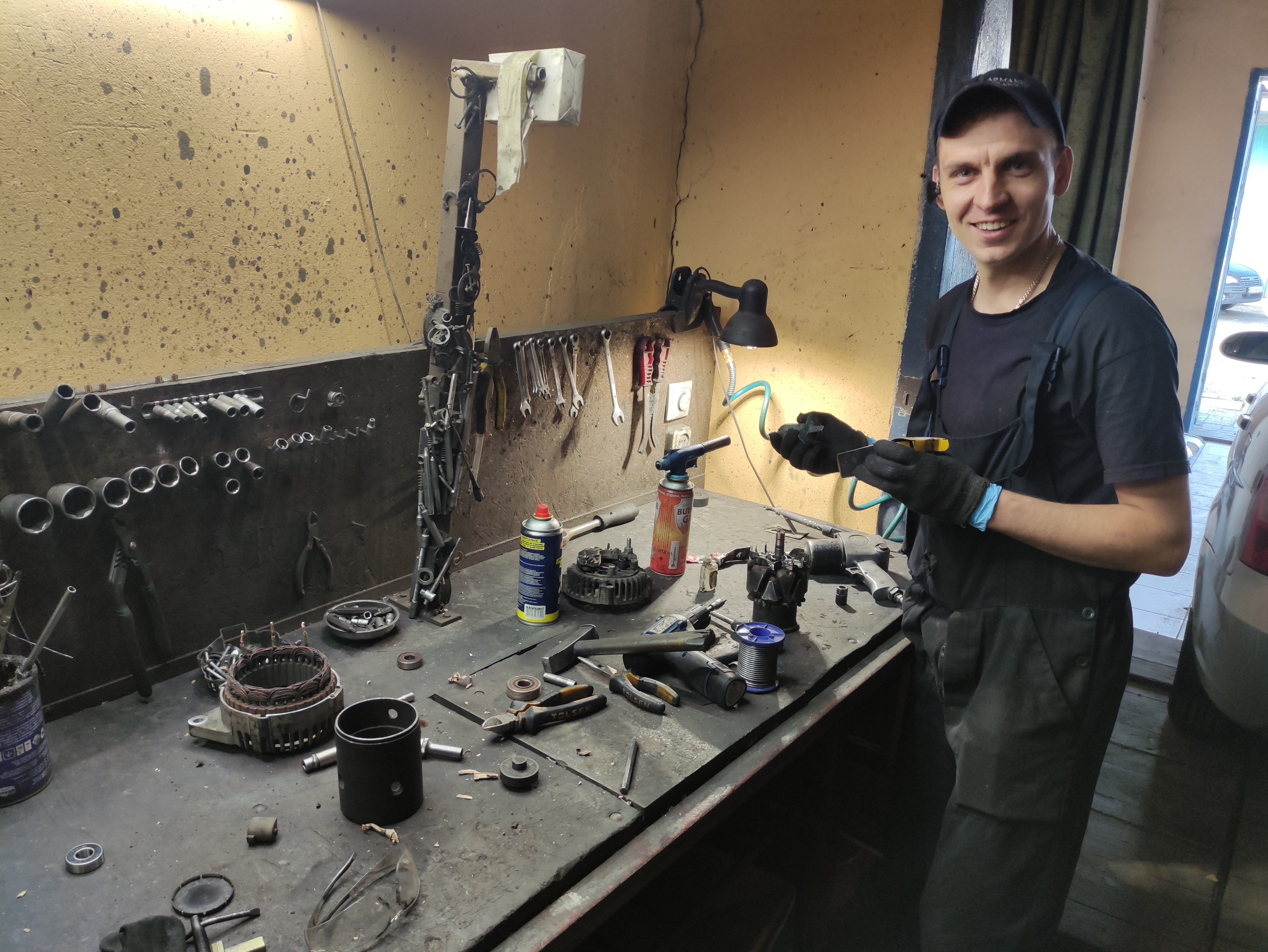
Майстер автомобільної СТО за ремонтом автогенератора

Автоелектро́ніка — електроніка, вживана в автомобілях. Характерна ідентичними загальними вимогами до даного класу електроніки.

## Сімейства
Автоелектроніка ділиться на кілька практично непересічних сімейств:
- Автогаджети
  - Активні антени: FM і ТБ
  - Алкотестери
  - Радар-детектори (Антирадари)
  - Зарядні пристрої
  - HandsFree
- Автозвук
  - Радіоприймачі
  - Магнітола
  - DVD-плеєри
  - Підсилювач звукових частот
- Бортові комп'ютери
- GPS
  - Автонавігатор
  - GPS-навігатор
  - GPS-приймач
  - GPS-трекер
- Автосигналізація
- Відеореєстратор
- Парктронік
- Перетворювачі напруги
- Сервісна електроніка — пристрої та прилади для перевірки і контролю електроустаткування автомобілів.
- Система запалювання

## Загальні вимоги
- Вібростійкість, стійкість до ударів.
- Вологостійкість.
- Бензомаслостійкість.
- Робота у всьому діапазоні температур роботи автомобіля.
  - Можливість зберігання у всьому діапазоні температур зберігання автомобіля, без погіршення характеристик.
- Робота з автомобільним живленням (постійна напруга 12/24V):
  - Можливість роботи від бортової мережі (12/24V).
  - Некритичність до нестабільного живлення.
  - Стійкість роботи в умовах іскрових перешкод.
  - Можливість відновлення роботи після відновлення напруги живлення.
- Можливість потаємного встановлення або легкого зняття.